# 古田重治
古田 重治（ふるた しげはる）は、江戸時代前期の大名。伊勢国松坂藩2代藩主、石見国浜田藩初代藩主。

## 生涯
天正6年（1578年）、羽柴秀吉の家臣だった古田重則の三男として生まれる。父の死後、家督は長兄の重勝が継いでいたが、重勝が慶長11年（1606年）に死去した際、重勝の子である希少丸（後の重恒）が4歳と幼かったことから、重治が跡を継ぐこととなった。元和5年（1619年）2月13日に伊勢松坂から石見浜田へ移封された。元和6年（1620年）2月から3年かけて浜田城とその城下町を完成させた。また、浜田川、浅井川の治水工事に務めている。元和9年（1623年）5月、家督を重恒に譲って江戸で隠居した。寛永2年（1625年）11月25日（異説として11月9日）、江戸で死去した。享年48。

## 系譜
- 父：古田重則
- 母：不詳
- 養父：古田重勝（1560-1606）
- 正室：円光院 - 丹羽長秀の娘
- 生母不明の子女
  - 長女：古田重恒正室
  - 男子：古田重延
  - 次女：青木直澄正室
- 養子
  - 男子：古田重恒（1603-1648） - 古田重勝の長男